# Mary Berry (Köchin)

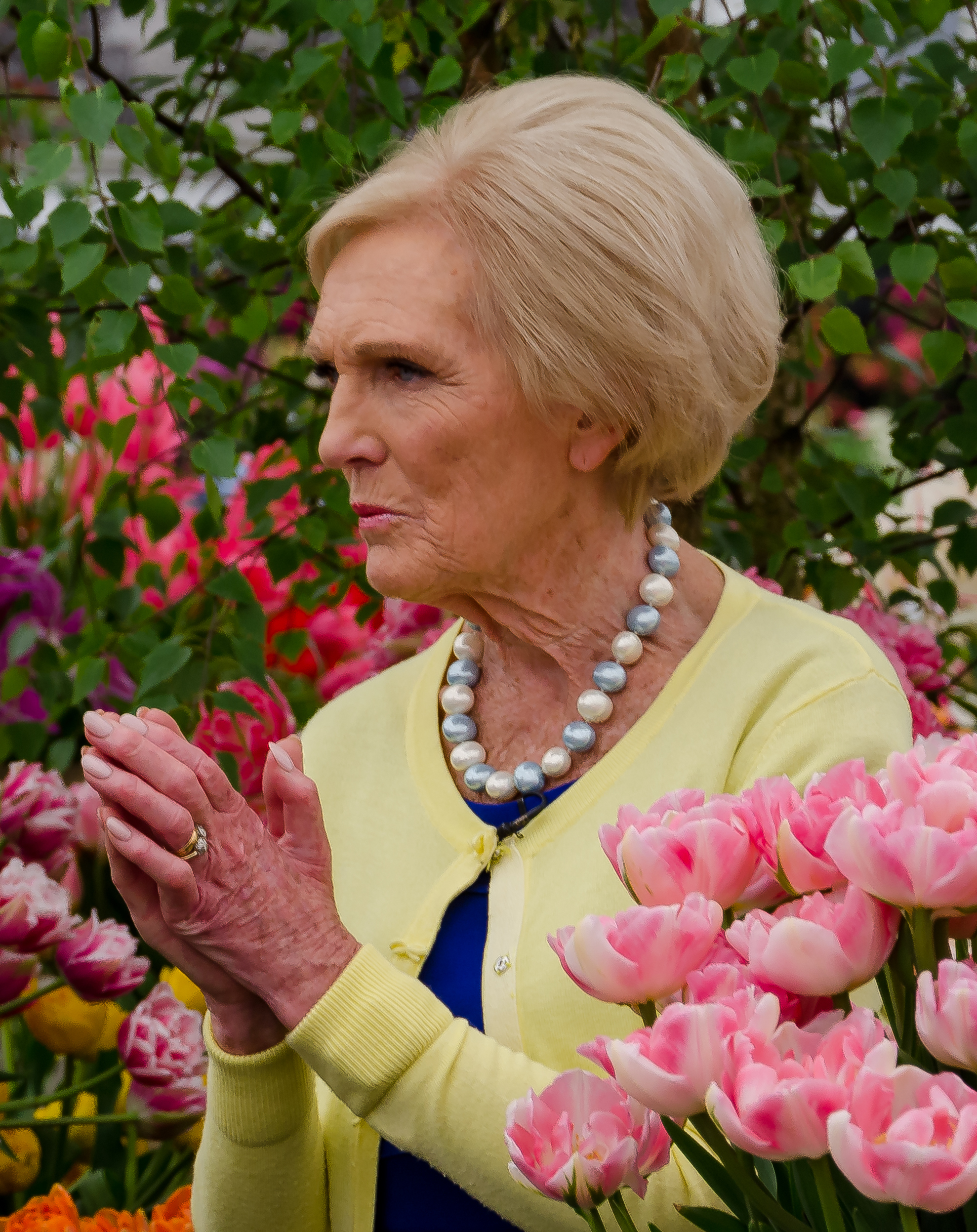
Berry auf der Chelsea Flower Show im Mai 2017

Dame Mary-Rosa Alleyne Berry, DBE (* 24. März 1935 in Bath) ist eine britische Kochbuchautorin und TV-Persönlichkeit.

## Leben
Berry wurde 1935 in Bath, Somerset, als Tochter von Alleyne William Steward Berry (1904–1989), dem späteren Bürgermeister der Stadt Bath, und dessen Frau Margaret geboren.
Im Alter von 13 Jahren erkrankte sie an Polio, was zur Verkrümmung ihrer Wirbelsäule und einer erheblichen permanenten Schwächung ihres linken Armes und der linken Hand führte.
Mary Berry heiratete 1966 Paul John March Hunnings. Das Ehepaar bekam drei Kinder – zwei Söhne und eine Tochter. Der jüngste Sohn kam 1989 im Alter von 19 Jahren bei einem Autounfall ums Leben. Sie engagiert sich in der Wohltätigkeitsorganisation Child Bereavement UK, die trauernde Kinder sowie Familien, die Kinder verloren haben, unterstützt.
Berry wurde an der internationalen Kochschule Cordon Bleu in Paris sowie an der Bath School of Home Economics ausgebildet. Sie ist unter anderem bekannt für ihre Jurorenrolle in der BBC-Serie The Great British Bake Off. Sie hat über 75 Kochbücher veröffentlicht, u. a. The Hamlyn All Colour Cookbook (1970) und Mary Berry’s Baking Bible (2009). Seit 2014 hat sie ihre eigene Fernsehsendung Mary Berry Cooks. 2017 wurde sie mit dem TV Choice Award für Outstanding contribution to television ausgezeichnet.
Für ihre Verdienste um die Kochkunst wurde Mary Berry 2012 als Commander des Order of the British Empire (CBE) ausgezeichnet und 2020 als Dame Commander des Order of the British Empire geadelt.

## Veröffentlichungen
- Süße Träume. Die besten Kuchen und Desserts. Fotos von David Murray. Müller Rüschlikon, Cham/Zug 1993 (Originaltitel Mary Berry’s Desserts and Confections. Dorling Kindersley, 1991).
- Kochen modern und perfekt. Basiswissen, Insidertips, Rezepte. Gondrom, Bindlach 1999 (Originaltitel The new cook. Dorling Kindersley, London 1997).
- Kochen für Anfänger. Grundtechniken und Rezepte Schritt für Schritt. Fotos von Dave King. Dorling Kindersley, München 2008 (Originaltitel Mary Berry’s How to cook. Foolproof recipes & easy techniques. Dorling Kindersley, London 2007).
- Kochen ganz einfach. Über 100 Rezepte, die garantiert gelingen. Fotos von William Reavell, Stuart West, Georgia Glynn Smith. Dorling Kindersley, München 2015 (Originaltitel Mary Berry Cooks the perfect. Dorling Kindersley, London 2014).